# Windows Server
Windows Server är server-versionen av Microsofts operativsystem Windows. Windows Server är ett samlingsnamn för flera olika versioner i server-familjen, bland annat Windows 2000 Server, Windows Server 2003, Windows Server 2008, Windows Server 2008 R2, Windows Server 2012, Windows Server 2012 R2, Windows Server 2016, Windows Server 2019, Windows Server 2022 och Windows Server 2025.